# Teodor Granowski
Teodor Granowski herbu Leliwa – proboszcz infułat krzemieniecki, kanonik łowicki, kanonik krakowski w 1760 roku.
Syn Franciszka Hieronima i Marianny Lipskiej.
Po śmierci żony został księdzem. W 1762 roku był deputatem na Trybunał Główny Koronny, w 1770 roku odsądzony od kanonii krakowskiej przez sąd biskupi.